# Саут-Венис (Флорида)
Саут-Венис (англ. South Venice) — статистически обособленная местность, расположенная в округе Сарасота (штат Флорида, США) с населением в 13 539 человек по статистическим данным переписи 2000 года.

## География
По данным Бюро переписи населения США статистически обособленная местность Саут-Венис имеет общую площадь в 17,09 квадратных километров, из которых 16,06 кв. километров занимает земля и 1,04 кв. километров — вода. Площадь водных ресурсов округа составляет 6,09 % от всей его площади.
Статистически обособленная местность Саут-Венис расположена на высоте 4 м над уровнем моря.

## Демография
| Год переписи        | Нас.  |  | %±    |
| ------------------- | ----- |  | ----- |
| 1970                | 4680  |  | —     |
| 1980                | 8075  |  | 72,5% |
| 1990                | 11951 |  | 48%   |
| 2000                | 13539 |  | 13,3% |
| 1970–2000 Источник: |       |  |       |

По данным переписи населения 2000 года в Саут-Венис проживало 13 539 человек, 4081 семья, насчитывалось 5823 домашних хозяйств и 6605 жилых домов. Средняя плотность населения составляла около 792,22 человек на один квадратный километр. Расовый состав населённого пункта распределился следующим образом: 97,67 % белых, 0,40 % — чёрных или афроамериканцев, 0,26 % — коренных американцев, 0,50 % — азиатов, 0,01 % — выходцев с тихоокеанских островов, 0,80 % — представителей смешанных рас, 0,36 % — других народностей. Испаноговорящие составили 1,74 % от всех жителей статистически обособленной местности.
Из 5823 домашних хозяйств в 23,9 % воспитывали детей в возрасте до 18 лет, 57,5 % представляли собой совместно проживающие супружеские пары, в 9,5 % семей женщины проживали без мужей, 29,9 % не имели семей. 22,7 % от общего числа семей на момент переписи жили самостоятельно, при этом 11,9 % составили одинокие пожилые люди в возрасте 65 лет и старше. Средний размер домашнего хозяйства составил 2,33 человек, а средний размер семьи — 2,69 человек.
Население статистически обособленной местности по возрастному диапазону по данным переписи 2000 года распределилось следующим образом: 19,5 % — жители младше 18 лет, 5,1 % — между 18 и 24 годами, 25,3 % — от 25 до 44 лет, 25,1 % — от 45 до 64 лет и 25,0 % — в возрасте 65 лет и старше. Средний возраст жителей составил 45 лет. На каждые 100 женщин в Саут-Венис приходилось 93,6 мужчин, при этом на каждые сто женщин 18 лет и старше приходилось 90,9 мужчин также старше 18 лет.
Средний доход на одно домашнее хозяйство статистически обособленной местности составил 36 590 долларов США, а средний доход на одну семью — 40 830 долларов. При этом мужчины имели средний доход в 29 287 долларов США в год против 23 466 долларов среднегодового дохода у женщин. Доход на душу населения статистически обособленной местности составил 36 590 долларов в год. 3,0 % от всего числа семей в населённом пункте и 5,7 % от всей численности населения находилось на момент переписи населения за чертой бедности, при этом 5,7 % из них были моложе 18 лет и 4,8 % — в возрасте 65 лет и старше.